# Tvertsà
El Tvertsà - (rus) Тверца - és un riu de Rússia, un afluent per l'esquerra del Volga. Passa per l'óblast de Tver.
Té una llargària de 188 km i una conca de 6.510 km². Es glaça generalment des de novembre-gener fins a març-abril. Passa per les ciutats de Torjok i Vixni Volotxok, i la ciutat de Tver es troba a la confluència del Tvertsà amb el Volga.